# Перрен, Жак
Жак Перре́н (фр. Jacques Perrin; 13 июля 1941[…], XIV округ Парижа — 21 апреля 2022, XVII округ Парижа) — французский киноактёр и продюсер.

## Биография
Настоящее имя Жак Андре Симоне (Jacques André Simonet). Сын Александра Симоне, помощника режиссёра театра Комеди Франсез, и актрисы Мари Перрен, Жак с детства вращался в театральных кругах. Это позволило ему ещё в пятилетнем возрасте сняться в эпизоде фильма знаменитого режиссёра Марселя Карне «Врата ночи». 
В 11 лет его поместили в школу-интернат. В 14 лет он получил аттестат об окончании школы , после чего работал на нескольких должностях, например, оператором телетайпа в Air France и продавцом в продуктовом магазине. В конце 1950-х годов был юнгой на траулере в Средиземном море.
Учился в Национальной консерватории драматического искусства (Париж). Первую значительную роль сыграл у итальянского режиссёра Валерио Дзурлини в фильме «Девушка с чемоданом». Обладал привлекательной романтичной внешностью, долгое время сохранял обаяние молодости.

## Лучшие роли
Одну из наиболее значительных ролей Перрен сыграл в экранизации знаменитого романа Бориса Виана «Пена дней», осуществлённой Шарлем Бельмоном. Крайне рискованный эксперимент — перенести на экран сюрреалистическую прозу Виана — состоялся во многом благодаря точному выбору исполнителя главной роли. Перрен запомнился также в мюзикле Жака Деми «Девушки из Рошфора», в метафизической притче Дзурлини «Татарская пустыня», в «морском романе» Пьера Шёндёрффера «Краб-барабанщик».
Был актёром и продюсером фильма «Дом, милый дом» (1973), снятого Бенуа Лами о восстании в доме престарелых. Фильм, в котором Перрен в роли социального работника и Клод Жад в роли медсестры были единственными молодыми ведущими актёрами, получил 14 международных наград. Воодушевленный этим успехом, Перрен продолжил заниматься продюсированием.

## Продюсер
В 1968 году Перрен основал собственную кинокомпанию, которая вначале именовалась Reggane Films, а затем — Galatée Films. Компания выпустила, в частности, такой значительный политический фильм конца 1960-х годов, как «Дзета» Коста-Гавраса. Большой успех имели продюсированные Перреном документальные фильмы, в первую очередь «Микрокосмос» (1996), «Птицы» (2001) и «Океаны» (2010).
Офицер ордена Почётного легиона (07.02.2008). «Пасхальным» декретом от 25.03.2016 произведён в командоры (представлен к награждению от министерства окружающей среды, энергии и моря).

## Смерть
Жак Перрен скончался 21 апреля 2022 года в XVII округе Парижа в возрасте 80 лет. Будучи офицером резерва французского военно-морского флота в звании капитан фрегата, прощание состоялось 29 апреля 2022 года во второй половине дня в закрытом формате в Доме Инвалидов. Церемония прошла в присутствии многих известных лиц, таких как министр Вооруженных сил Франции Флоранс Парли, актеров Жерара Жюньо, Маши Мериль, Франсуа-Ксавье Демезона, Энтони Делона, океанографа Франсуа Сарано и режиссера Коста-Гавраса, супруги президента Франции Брижит Макрон. Затем тело было кремировано в крематории парижского кладбища Пер-Лашез. Прах захоронен на 44-м участке кладбища, в нескольких метрах от могил Ива Монтана и Мишеля Леграна с которыми он работал. 

## Семья
Первая жена — Шанталь Буйо
- Сын — Матье Симоне (род. 1975), французский актёр и режиссёр.

Вторая жена — Валентина Перрен (род. 1966), французская актриса, продюсер, сценарист.
- Сын — Максанс Перрен (сценический псевдоним Максанса Симоне) (род. 1995), французский актёр.

- Сын — Ланселот Перрен (род. 1999)

## Избранная фильмография

### Актёр
| Год  |    | Русское название              | Оригинальное название            | Роль                                         |
| ---- | -- | ----------------------------- | -------------------------------- | -------------------------------------------- |
| 1946 | ф  | Врата ночи                    | Les Portes de la nuit            | Un des gosses Quinquina (в титрах не указан) |
| 1958 | ф  | Обманщики                     | Les Tricheurs                    | Эпизод                                       |
| 1960 | ф  | Девушка с чемоданом           | La ragazza con la valigia        | Лоренцо Файнарди                             |
| 1960 | ф  | Истина                        | La Vérité                        | Жером                                        |
| 1962 | ф  | Семейная хроника              | Cronaca familiare                | Лоренцо                                      |
| 1963 | ф  | Коррупция                     | La Corruzione                    | Стефано, сын Леонардо                        |
| 1963 | ф  | Ученик булочника из Венеции   | Il fornaretto di Venezia         | Пьетро                                       |
| 1964 | ф  | Удача и любовь                | La Chance et l’Amour             | Марк Бизет                                   |
| 1965 | ф  | Убийца в спальном вагоне      | Compartiment tueurs              | Даниэль                                      |
| 1966 | ф  | Демаркационная линия          | La Ligne de démarcation          | Мишель, радист                               |
| 1966 | ф  | Человек наполовину            | Un uomo a metà                   | Мишель                                       |
| 1967 | ф  | Девушки из Рошфора            | Les Demoiselles de Rochefort     | Максанс                                      |
| 1968 | ф  | Пена дней                     | L'Écume des jours                | Колен                                        |
| 1969 | ф  | Дзета                         | Z                                | Журналист                                    |
| 1970 | ф  | Ослиная шкура                 | Peau d'Âne                       | Принц                                        |
| 1971 | ф  | Бланш                         | Blanche                          | Бартоломео                                   |
| 1972 | ф  | Душитель                      | L'étrangleur                     | Эмиль                                        |
| 1973 | ф  | Дом, милый дом                | Home sweet Home                  |                                              |
| 1973 | ф  | Осадное положение             | État de siège                    |                                              |
| 1975 | ф  | Специальное отделение         | Section spéciale                 |                                              |
| 1976 | ф  | Татарская пустыня             | Il Deserto dei Tartari           |                                              |
| 1977 | ф  | Краб-барабанщик               | Le Crabe-tambour                 |                                              |
| 1980 | ф  | Легион высаживается в Колвези | La légion saute sur Kolwezi      | посол Бертье                                 |
| 1982 | ф  | Сороковые ревущие             | Les Quarantièmes rugissants      |                                              |
| 1982 | ф  | Честь капитана                | L'honneur d'un capitaine         |                                              |
| 1984 | ф  | Год медуз                     | L'année des méduses              |                                              |
| 1984 | ф  | Слова и музыка                | Paroles et musique               |                                              |
| 1985 | ф  | Слово полицейского            | Parole de flic                   |                                              |
| 1989 | ф  | Новый кинотеатр «Парадизо»    | Nuovo Cinema Paradiso            |                                              |
| 1990 | ф  | У всех всё в порядке          | Stanno tutti bene                |                                              |
| 2001 | ф  | Братство волка                | Le Pacte des loups               | старый маркиз Тома д’Апше / рассказчик       |
| 2004 | ф  | Хористы                       | Les Choristes                    |                                              |
| 2005 | ф  | Ад                            | L’Enfer                          |                                              |
| 2010 | ф  | Океаны                        | Oceans                           |                                              |
| 2011 | тф | Людовик XI, расколотая власть | Louis XI, le pouvoir fracassé    | Людовик XI                                   |
| 2014 | тф | Ришельё, пурпур и кровь       | Richelieu, la pourpre et le sang | кардинал Ришельё                             |

### Продюсер и/или режиссёр и/или сценарист
| Год  |   | Русское название                     | Оригинальное название             | Роль                |
| ---- | - | ------------------------------------ | --------------------------------- | ------------------- |
| 1969 | ф | Дзета                                | Z                                 | продюсер            |
| 1976 | ф | Татарская пустыня                    | Il Deserto dei Tartari            | продюсер            |
| 1976 | ф | Чёрное и белое в цвете               | La Victoire en chantant           | продюсер            |
| 1996 | ф | Микрокосмос                          | Microcosmos: le peuple de l’herbe |                     |
| 1999 | ф | Гималаи: Детство вождя               | Himalaya: L’Enfance d’un chef     |                     |
| 2001 | ф | Птицы                                | Le Peuple migrateur               | режиссёр и продюсер |
| 2002 | ф | Крылья природы                       | Les Ailes de la nature            | режиссёр            |
| 2004 | ф | Путешественники по воздуху и по морю | Voyageurs du ciel et de la mer    | режиссёр и продюсер |
| 2010 | ф | Океаны                               | Oceans                            | режиссёр            |
| 2018 | ф | Гонка века                           | The Mercy                         | продюсер            |